# Paralimnophila (Paralimnophila) minuscula
Paralimnophila (Paralimnophila) minuscula is een tweevleugelige uit de familie steltmuggen (Limoniidae). De soort komt voor in het Australaziatisch gebied.